# 铁甲秋海棠
铁甲秋海棠（学名：Begonia masoniana）又名铁十字秋海棠，是秋海棠科秋海棠属的植物。分布于中国大陆的广西，生长于海拔170米至220米的地区，常生于密林湿土穴上、山地山坡石灰岩石上和山坡沟边灌丛下，目前已有人工引种栽培技術。